# Wai

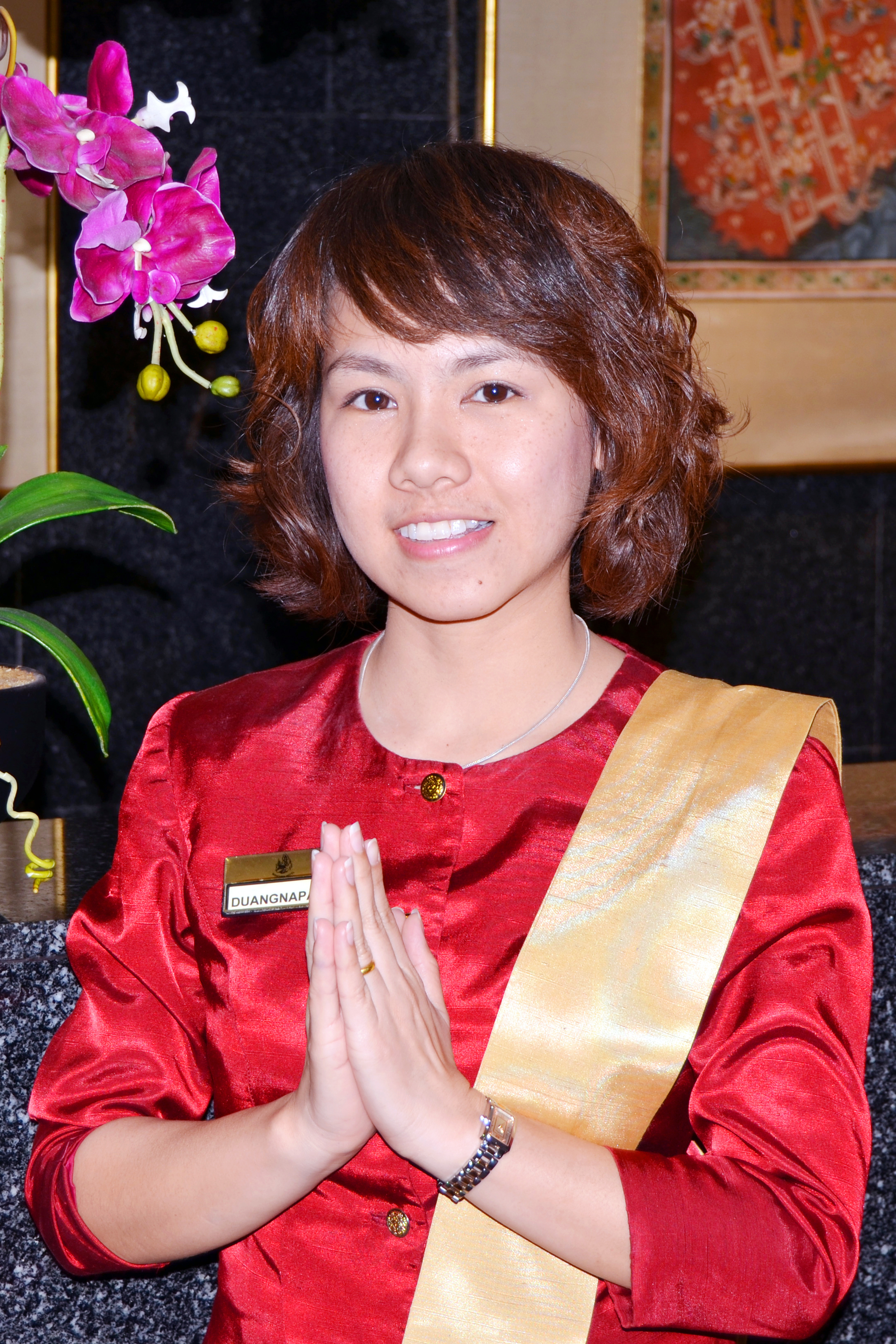
Eine Hotelrezeptionistin begrüßt Gäste mit einem Wai

Der Wai (thailändisch ไหว้) ist eine traditionelle Geste, die in Thailand üblich ist. Sie ist sowohl eine Grußhandlung als auch eine Respektbezeugung sowie ein Zeichen besonderen Dankes oder der Entschuldigung. Die Geste ist von der indischen Añjali Mudrā abgeleitet, die den Gruß Namaste begleitet. Eng verwandte Grußformen gibt es in Laos ນົບ (Nop), Kambodscha (Sampeah) und dem Malaiischen Archipel (Sembah).

## Ausführung

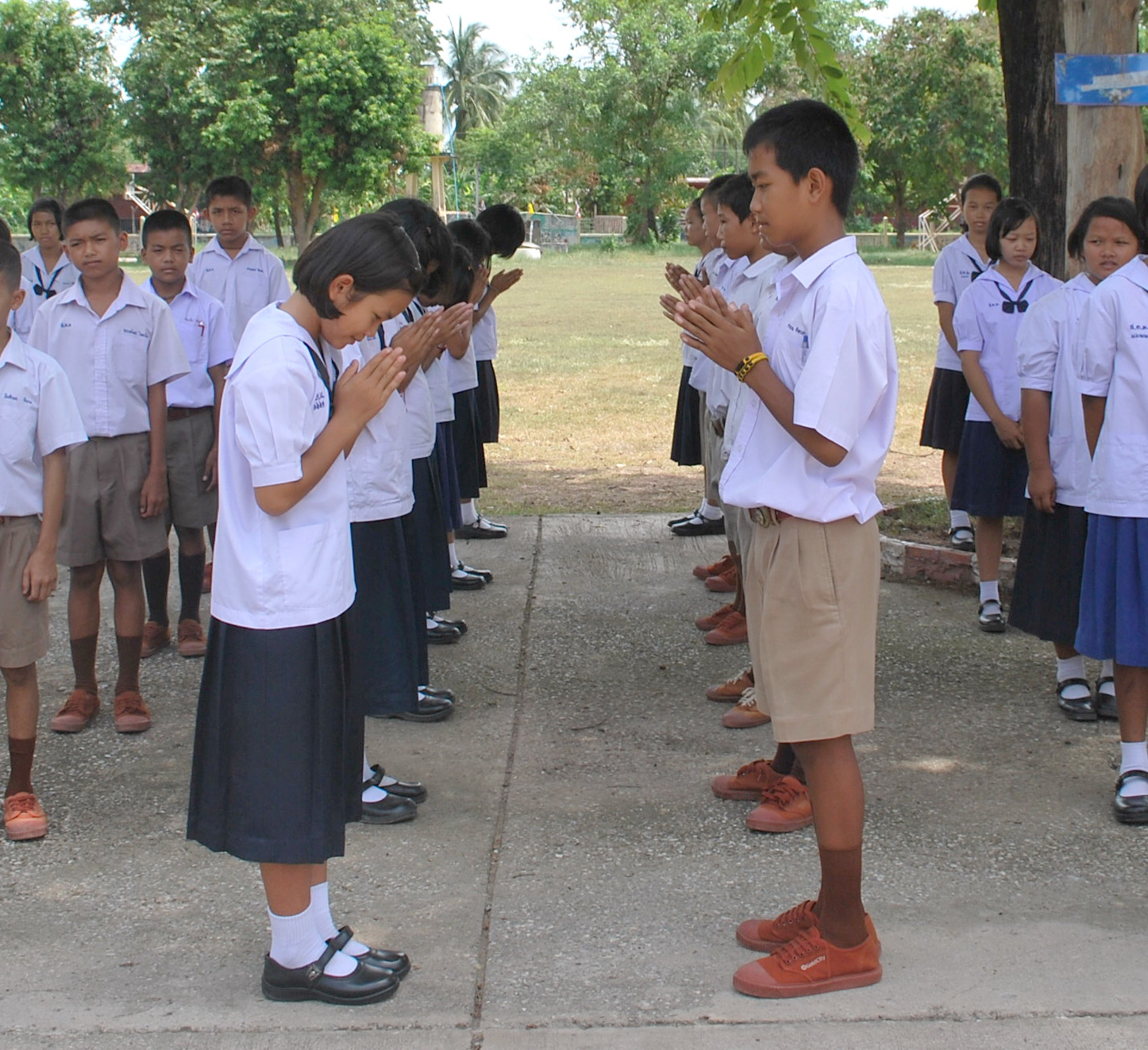
Jüngere Schüler grüßen ihre älteren Mitschüler

Der Wai besteht aus einem Aneinanderlegen der Handflächen, die den Körper irgendwo zwischen Oberkörper und Kopf leicht berühren. Je höher die Hände gehalten werden, umso höher ist der Respekt oder die Höflichkeit der ausführenden gegenüber der empfangenden Person.
Die Oberarme bleiben dicht am Körper, ohne die Ellenbogen nach außen zu drehen. Die aneinandergelegten Handflächen werden senkrecht nahe am Körper gehalten, die Fingerspitzen sind leicht nach innen geneigt.
Wird eine respektierte, sitzende Person gegrüßt, so gehört es zum guten Ton, dass gleichzeitig der Kopf geneigt oder auch eine leichte Verbeugung ausgeführt wird.
Der Gruß kann im Sitzen, Stehen, Gehen und sogar beim Liegen ausgeführt werden. Unter Freunden oder bei Personen, die sich sehr gut kennen, wird diese Formalität nicht strikt eingehalten.
Das Heben der Hände zu einem Wai und auch das Senken in die normale Haltung wird nicht abrupt ausgeführt, sondern ist eine mehr oder weniger graziöse Bewegung, die nahezu in Zeitlupe ausgeführt wird.
Dies zeigt eigentlich eine idealisierte Form des Wai, wie sie in früherer Zeit in der traditionellen thailändischen Kultur ausgeführt wurde. Sie kann heute noch bei Vorführungen des klassischen Tanzdramas Lakhon (thailändisch ละคร) beobachtet werden. Hier kann man auch sehen, dass der Schauspieler oder die Schauspielerin mit den Händen die typische Form einer Lotusknospe (บัวตูม) bildet. Die Hände in dieser Form nennt man Phanom Mue (พนมมือ).
Die traditionelle thailändische Etikette erfordert es, dass diejenige Person diese Bewegung initiiert, die entweder jünger ist oder deren Rang auf der Skala der thailändischen sozialen Stufen niedriger ist, während die Person, welche den Gruß erhält, ihn sofort erwidert. Die Erwiderung hängt stark von dem Unterschied der sozialen Stellungen der Beteiligten ab. Ist der Unterschied nicht so groß, kann die gegrüßte Person auch mit einem Wai zurückgrüßen, wobei die Hände nur bis in Brusthöhe gehalten werden. Bei großem Unterschied in der sozialen Rangordnung kann die Erwiderung aber auch nur aus einem anerkennenden Kopfnicken bestehen oder aus einer Geste mit der rechten Hand, Rap Wai (thailändisch รับไหว้) genannt.
Buddhistische Mönche (Bhikkhus) erwidern aufgrund ihrer hohen gesellschaftlichen Stellung generell einen Wai nicht, nicht einmal dem König gegenüber. Bei vielen Fernsehsendern in Thailand wird vor und nach jeder Nachrichtensendung der Wai gezeigt.

## Weitere Anwendungen
Ebenfalls als Zeichen des Respekts hält der Jüngere seine zusammengelegten Handflächen in Brusthöhe während er sitzend dem Älteren, beispielsweise einem Mönch, zuhört. Zum Zeichen des Verstehens einer Erklärung erhebt der Jüngere seine Hände kurzzeitig.
Die Geste als Dank ist bei vielen Gelegenheiten des Alltags üblich. Auch als Entschuldigung wird normalerweise ein Wai angewandt.
Ein Wai, bei dem die Hände höher als die Stirn gehalten werden, ist nicht üblich. Er wird allenfalls von Bettlern ausgeführt oder von Gefangenen, die um Gnade bitten.
Der Wai ist allen Völkern Asiens bekannt. Die Unterschiede sind durch viele kulturelle Faktoren bedingt. Hindus oder Chinesen haben zwar eine eigene Form des „Wai“, sie kennen aber auch andere Zeichen der Respektbezeugung. Zweifellos ist der Wai uralt, er war wohl ursprünglich ein Zeichen der Unterwerfung, der Schwächere zeigte dem Stärkeren seine Waffenlosigkeit.